# Figurilla de colono

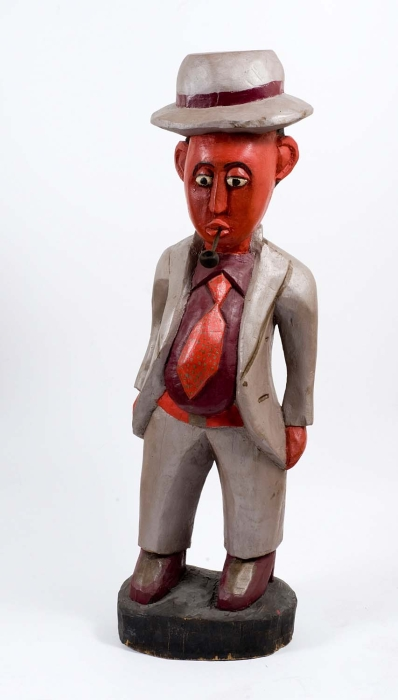
Una típica figurilla de colono, de la colección del Tropenmuseum.

Las figurillas de colonos (en francés statues colon, pronunciado [statys kɔlɔ̃]), son un género de escultura figurativa de madera del arte africano que se originó durante el período colonial africano. Las estatuas comúnmente representan a los funcionarios coloniales europeos, como oficiales, médicos, soldados o técnicos o africanos de clase media europeizados (évolués). A menudo se caracterizan por motivos decorativos recurrentes, como cascos salacot, trajes, uniformes oficiales o pipas de tabaco, y están pintados en colores brillantes con pinturas a base de pigmentos vegetales.
Como género, las estatuas de colono se originaron en África Occidental, aparentemente entre los Baulé en Costa de Marfil. Logró popularidad internacional tras la Segunda Guerra Mundial y después de la descolonización. Se ha argumentado que el género se originó como una respuesta artística africana a la colonización y a la represión a manos del estado colonial. Se debate si las estatuas fueron vistas originalmente como caricaturas satíricas de funcionarios coloniales o simplemente representaciones de nuevos temas en estilos locales. Los antropólogos también debaten si las estatuas originales estaban destinadas a ser puramente ornamentales o si también tenían una función ritual.
Entre los artistas notables que trabajaron en el estilo se encontraba el nigeriano Thomas Ona Odulate (flor. 1900-50), cuyas obras se exhiben ampliamente en museos de los Estados Unidos y Europa.
Hoy en día, las estatuas de colono se producen ampliamente como recuerdos turísticos en África occidental y central.